# 硯山県
硯山県（げんさん-けん）は中華人民共和国雲南省文山チワン族ミャオ族自治州に位置する県。

## 歴史
1730年（雍正8年）に文山県が設置される。

## 行政区画
下部に4鎮、3郷、4民族郷を管轄する。
- 鎮
  - 江那鎮、平遠鎮、稼依鎮、阿猛鎮
- 郷
  - 八嘎郷、者臘郷、蚌峨郷
- 民族郷
  - 阿舎イ族郷、維末イ族郷、盤竜イ族郷、干河イ族郷

## 交通

### 航空
- 文山普者黒空港（中国語版）

### 道路
- 高速道路
  - 広昆高速道路
  - 硯文高速道路
  - S23 平文高速道路
- 国道
  - G323国道